# Koen Broucke
 (novembre 2018).
Koen Broucke, né à Mont-Saint-Amand en 1965, est un artiste plasticien et un historien belge.

## Biographie
Après des études d'histoire à l'UFSIA et à la Vrije Universiteit Brussel (1983-1987), il obtient un studio à l'Académie royale des beaux-arts d'Anvers (1991-1994). Il réalise des dessins, des peintures, des vidéos, des livres, des installations et des performances. Il a notamment exposé à Amsterdam, Anvers, Bruges, Bruxelles, Bréda, Gand, Cologne, Namur, Paris, Pori (Finlande), Rauma (Finlande), Rome et Valence.

## Œuvre
L'œuvre de Koen Broucke ne se déploie pas sans ambiguïté ni de manière linéaire. Son intérêt et ses recherches sur l'art et l'histoire s'y rejoignent. Les œuvres de Broucke ne sont généralement pas destinées à être présentées de façon isolées mais font partie d'un univers de personnages et d'histoires qu'il a lui-même créés, qu'il conçoit dans une variété d'idées, de techniques et de supports. Dans l'univers de Broucke, fiction et réalité s'interpénètrent, donnant naissance à une œuvre foisonnante de personnages, d'histoires et d’images. Son exposition Biographies inachevées (Mol, Cum Laude, 2003) en est un exemple. Elle contient des récits de vie de personnages fictifs de nature diverse (artistes, psychiatres, femmes au foyer, baleinier, gardien, médecin...). À travers ces personnages inventés, l'artiste se donne la liberté de se consacrer à différents types de recherches et d’expérimenter différents types d’arts. L'intérêt de Broucke pour la psychologie humaine l'a conduit à concevoir la série Menskunde dans les années 1990 (Sittard, Stedelijk Museum Het Domein, 1998, Anvers, Van Laere Contemporary Art, 1997 et 1999, Anvers, ICC, 1997), une sorte d'inventaire typologique de l’être humain élaboré. Sa fascination pour le portrait y était centrale, plus particulièrement pour la physionomie humaine et le lien entre cette «façade» et la vie intérieure d'un individu. Les dessins de cette série font désormais partie des collections du Stedelijk Museum Het Domein à Sittard, du musée d'Art contemporain d'Anvers, de la province d'Anvers, du Parlement flamand et du ministère de l’Éducation à Bruxelles. Dans le projet Le Cabinet du docteur Hahneman, exposé au musée Dr. Guislain (nl) à Gand l’été 2006, l'accent était mis sur la psyché de l'artiste. Le visiteur est amené à se promener dans le cabinet d’un psychiatre de fiction, le Dr Hahneman, qui traite les artistes, décrit leur syndrome et collectionne leurs œuvres.
Broucke pratique aussi la performance. Pendant plusieurs années, il a travaillé sur la biographie et l'œuvre de divers artistes de fiction. L'un d'eux est le mégalomane, un imitateur quelque peu excentrique de Franz Liszt, qui donne un concert de temps en temps. Il en résulte des performances dans lesquelles Broucke lui-même s'insinue dans la peau de son personnage qui, en tant qu'imitateur de Liszt, tente de conquérir le piano de manière expressive (Our Travelling Circus Life, Pori Art Museum, Finlande, 2005).Cette œuvre ne manque pas d’humour tout comme le reste de l’œuvre de Broucke.[réf. nécessaire]
En 2019, il est devenu docteur en art avec la recherche Sous l'obscurité rose du champ de bataille, une recherche artistique des couches atmosphériques de l'histoire (KU Leuven, LUCA School of Arts, Glasgow School of Art, 2014-2019) qui a donné lieu à un livre et à une exposition au musée Dhondt-Dhaenens/Woning Van Wassenhove. Pour le S.M.A.K. (Gand), il a créé l'installation The Library en 2021.